# Heda Halířová
Heda Halířová, rozená Hedvika Mazáčová, křtěná Hedvika Filoména (13. září 1914, Plzeň – 1. ledna 2000, tamtéž) byla česká prozaička, autorka knih pro mládež, především dívčích románů.

## Dílo
- Děvčátka (1937), dívčí román.
- Divoch je zkrocen (1937), dívčí román.
- Paterčata, nerozlučné přítelkyně (1938), dívčí román.
- Děvčátka (1937), dívčí román.
- Králíčkové ze Slunné stráňky (1942), pohádka.
- Půl tuctu veselých hafíků (1946), pohádka.
- Vítězné mládí (1947), dívčí román.
- Vichřice (1947), dívčí román.
- Trpaslíci z Květné říše (1947), pohádka.
- Simona (1971), dívčí román ze současnosti.
- Šklíbek (1978), pohádková novela, líčící humorné příhody oživlého hadrového panáčka Šklíbka.
- Udet, syn divočiny (1984), dobrodružný román z pravěku.
- Moje veličenstvo, já (1984), dívčí román.
- Čtyři děvčátka (1991), dívčí román.
- Bílý zámeček (1993), dívčí román.
- To jsem já, Hanka (1994), dívčí román.